# Konrad II. (Teck)
Konrad II. von Teck (* um 1235; † 2. Mai 1292 in Frankfurt am Main) war Herzog von Teck und stand im seit 1246 gespaltenen Herzogtum Schwaben auf staufischer Seite. So unterstützte er Konradin von Schwaben bis zu dessen Hinrichtung im Jahre 1268 und ab 1273 Rudolf I. von Habsburg, der sich die Wiederherstellung des staufischen Herzogtums Schwaben zum Ziel gesetzt hatte. Um 1275 führte Konrad für ihn diplomatische Verhandlungen mit dem Papst Gregor X. über Rudolfs Kaiserkrönung.

## Familie und Papstdispens

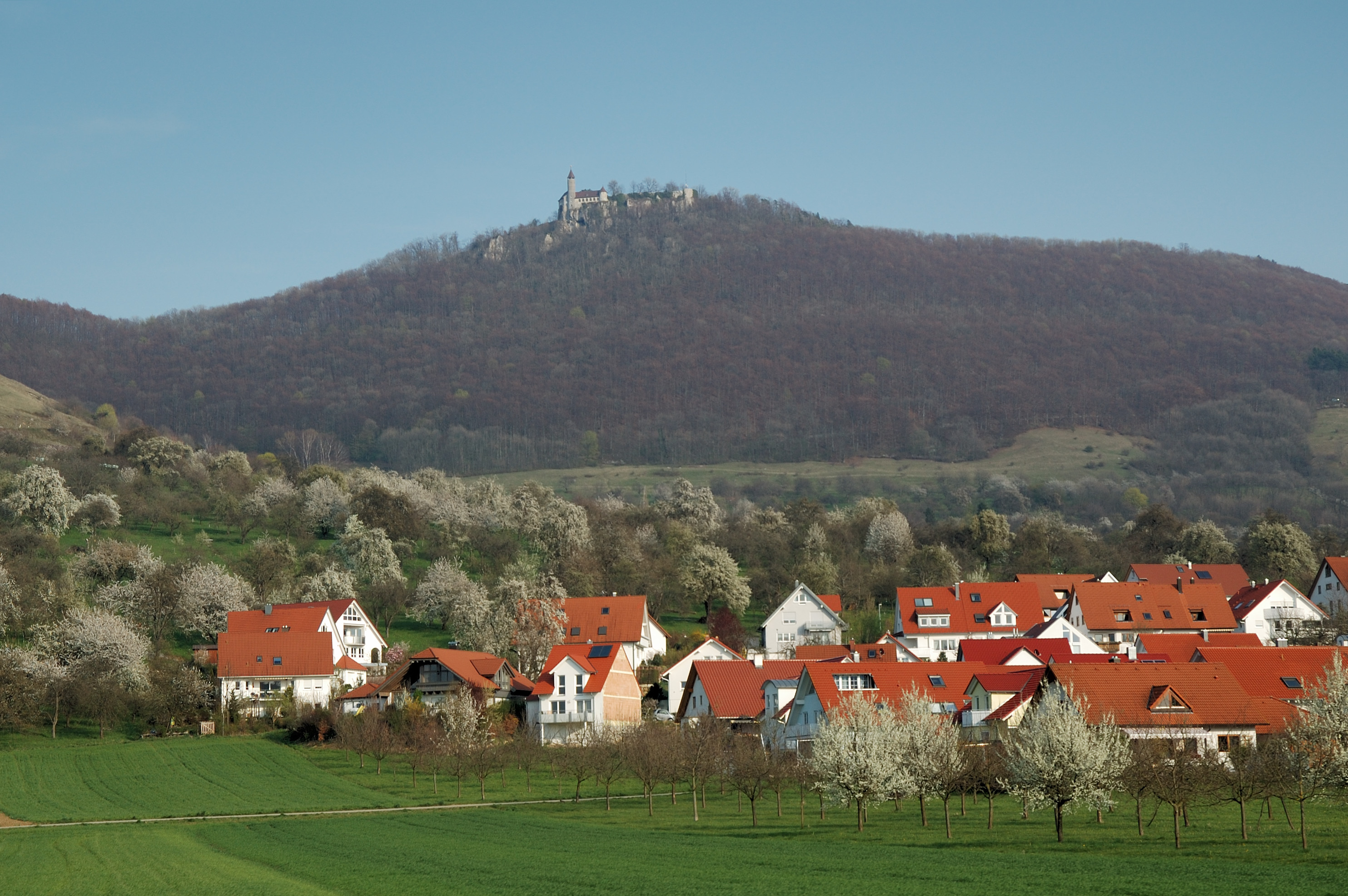
Blick über Owen auf die Burg Teck

Laut Götz heiratete Konrad um 1279 Uta (gest. vor 1290), die Tochter des Grafen Simon von Zweibrücken-Eberstein.
Dieser Ehe entstammten vier Söhne, Simon I. (gest. 1316), Konrad III. (gest. 1329), Ludwig III. (gest. 1334) und der früh verstorbene Friedrich I. (gest. 1299/1303). 1300 ist eine namentlich nicht genannte Schwester der vier Brüder belegt: Sie
könnte eine Tochter aus der zweiten Ehe Konrads gewesen sein. Am 5. Mai 1290 hatte Papst Nikolaus IV. die Erlaubnis für die Ehe zwischen Konrad und Adelheid von Burgau, der Tochter des Markgrafen Heinrich (gest. 1286), erteilt. Dieser Dispens
war notwendig, da beide im vierten kanonischen Grad miteinander verwandt waren.
Nach dem Tod seines Bruders Ludwig I. von Teck im Jahr 1283 teilten Konrad und sein Neffe Hermann I. den Teck’schen Besitz untereinander auf. Darunter auch die Burg Teck und die Stadt Kirchheim unter Teck. Fortan gab es zwei Linien.

## Zum König gewählt?
Nach dem Tode Rudolfs I. im Jahre 1291 unterstützte Konrad zunächst dessen Sohn Albrecht von Österreich in seiner Kandidatur um die Königskrone, doch als dessen Gegner die Wahl des Königssohnes ablehnten, zog dieser seine Kandidatur zurück.
Laut dem Historiker Armin Wolf verweisen Nekrologien und ein Messbuch aus dem 13. bzw. 14. Jahrhundert (erhalten in Abschriften aus dem 16. Jahrhundert) sowie das Wappen auf dem Grabstein Konrads und seiner Söhne auf Konrad als einen electus in regem. Nach den Forschungen von Wolf wurde Konrad am 30. April 1292 in Weinheim von Albrechts Parteigängern zum Königskandidaten gewählt. Diese (Vor-)Wahl sei jedoch, so Wolf, geheim gehalten worden, um weitere Verhandlungen mit der Gegenpartei nicht zu untergraben. Darauf sei Konrad mit seinen Parteigängern nach Frankfurt gereist, wo sich auch andere Fürsten und Bischöfe zur Königswahl versammelt hatten. Dort wurde er am Vorabend des 2. Mai 1292 wahrscheinlich von seinen Gegnern um den Kölner Erzbischof Siegfried von Westerburg erschlagen.
Konrads Schädel weist tatsächlich auf einen solchen gewaltsamen Tod hin. Als im Jahre 1579 das Grab Konrads und seiner drei Söhne in Owen unter Teck geöffnet wurde, fand man „daß einem von diesen ein hefftiger Streich von einem Kolben sey gegeben worden, erscheinet aus dem Loch eines Schedels, welches so groß ist, daß man ein Hüner-Ey hindurch schieben könnte.“ Andere Historiker jedoch bezweifeln die Aussagekraft der zitierten Quellen und weisen insbesondere darauf hin, dass Konrads Königtum in allen Quellen vor dem 16. Jahrhundert ungenannt bleibt. Dabei übersehen sie, dass „Electus in Regem“ nicht bedeutet, dass er König war, sondern lediglich Kandidat, dessen Wahl durch den Mord verhindert wurde.

## Grablege
Konrads Leichnam ist in der Marienkirche zu Owen beigesetzt, wo sich die Grablege der Herzöge von Teck befand. Sein Grabmal zeigt einen gekrönten Adlerkopf, was als Indiz für seine Wahl zum König gilt. Vertreter der entgegengesetzten Anschauung verweisen jedoch auf die unsichere Datierung des Grabschmucks.

## Dokumentarfilm
Der Filmautor und Regisseur Reinhard Kungel hat in Zusammenarbeit mit dem Historiker Armin Wolf und dem Juristen Karl-Otto Alpers Konrads Geschichte unter dem Titel König für einen Tag in Szene gesetzt. Der Film wurde am 12. Februar 1997 von SDR und SWF (heute SWR) ausgestrahlt.